# Cadeia de Markov Monte Carlo
Em estatística, a cadeia de Markov Monte Carlo (Markov chain Monte Carlo ou MCMC em inglês) é uma classe de algoritmos usados para extrair amostras de uma distribuição de probabilidade. Dada uma distribuição de probabilidade, pode-se construir uma cadeia de Markov cuja distribuição de elementos se aproxima dela – isto é, a distribuição de equilíbrio da cadeia de Markov corresponde à distribuição alvo. Quanto mais etapas forem incluídas, mais próxima a distribuição da amostra corresponderá à distribuição desejada.
Os métodos de Monte Carlo de cadeia de Markov são usados para estudar distribuições de probabilidade que são muito complexas ou muito dimensionais para serem estudadas apenas com técnicas analíticas. Existem vários algoritmos para construir tais cadeias de Markov, incluindo o algoritmo Metropolis–Hastings.

## Aplicações
Os métodos MCMC são usados principalmente para calcular aproximações numéricas de integrais multidimensionais, por exemplo em estatística bayesiana, física computacional,  biologia computacional  e linguística computacional.  
Na estatística bayesiana, os métodos de Monte Carlo de cadeia de Markov são normalmente usados para calcular momentos e intervalos confiáveis de distribuições de probabilidade posteriores. O uso de métodos MCMC torna possível calcular grandes modelos hierárquicos que requerem integrações de centenas a milhares de parâmetros desconhecidos. 
Na amostragem de eventos raros, eles também são usados para gerar amostras que preenchem gradualmente a região de falha rara.

## Explicação geral

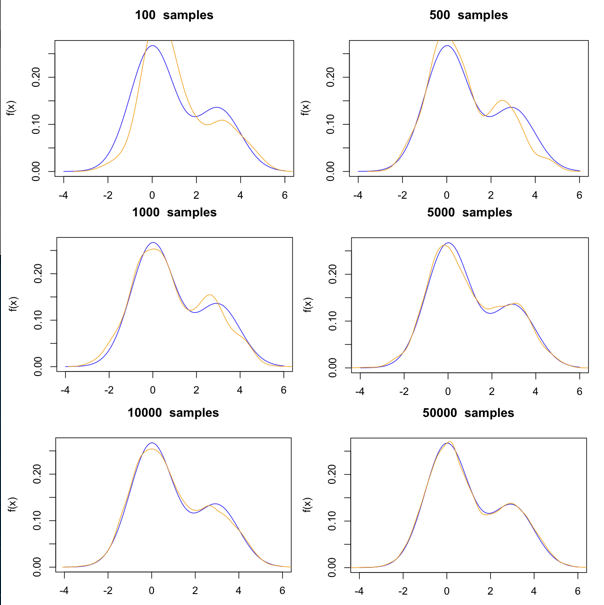
Convergência do algoritmo Metropolis–Hastings. A cadeia de Markov Monte Carlo tenta aproximar a distribuição azul com a distribuição laranja.

Os métodos de Monte Carlo de cadeia de Markov criam amostras de uma variável aleatória contínua, com densidade de probabilidade proporcional a uma função conhecida. Essas amostras podem ser usadas para avaliar uma integral sobre essa variável, como seu valor esperado ou variância.
Na prática, geralmente se desenvolve um conjunto de cadeias, partindo de um conjunto de pontos escolhidos arbitrariamente e suficientemente distantes entre si. Essas cadeias são processos estocásticos de "caminhantes" que se movem aleatoriamente de acordo com um algoritmo que procura lugares com uma contribuição razoavelmente alta para a integral para onde se mover em seguida, atribuindo a eles probabilidades mais altas.
Os métodos de Monte Carlo de caminhada aleatória são um tipo de simulação aleatória ou método de Monte Carlo. Entretanto, enquanto as amostras aleatórias do integrando usadas em uma integração convencional de Monte Carlo são estatisticamente independentes, aquelas usadas em MCMC são autocorrelacionadas. Correlações de amostras introduzem a necessidade de usar o teorema do limite central da cadeia de Markov ao estimar o erro de valores médios.
Esses algoritmos criam cadeias de Markov de modo que tenham uma distribuição de equilíbrio que é proporcional à função dada.